# Jakob Haugaard
Jakob Haugaard (Koppenhága, Dánia, 1992. május 1. –) dán korosztályos válogatott labdarúgó, a norvég Tromsø kapusa kölcsönben a svéd AIK csapatától.

## Pályafutása

### Akademisk és Midtjylland
Haugaard a Tårnby Boldklub és a Brøndby IF ifiakadémiáján is megfordult, mielőtt a másodosztályú Akademisk BK-hoz került volna, ahol 2010-ben megkezdte profi pályafutását. A 2010–11-es szezon második felében tört be az első csapatba, 14 mérkőzésen védve az idény során. Teljesítményével felhívta magára az első osztályú FC Midtjylland figyelmét. A csapat 2011 decemberében le is igazolta. 2012. július 27-én, egy AC Horsens elleni mérkőzésen mutatkozott be. A 2012–13-as szezonban hét mérkőzésen kapott lehetőséget, majd a következő évadban mindössze egyszer védhetett, Jonas Lössl tartalékaként. Az áttörést a 2014–15-ös idény hozta meg a számára, amikor 23 mérkőzésen védett és teljesítményével ő is hozzájárult a Midtjylland bajnoki címéhez.

### Stoke City
2015. május 27-én hároméves szerződést írt alá az angol Stoke Cityvel. Haugaard honfitársát, Thomas Sørensent váltotta a Britannia Stadionban és elmondása szerint remélte, hogy legalább annyira fontos játékosa lesz a piros-fehéreknek, mint elődje volt. 2016. január 9-én, egy Doncaster Rovers elleni FA Kupa-meccsen mutatkozott be, melyet csapata 2-1-re megnyert. Az első számú kapus, Jack Butland sérülése miatt április 2-án, a Swansea City ellen a Premier League-ben is bemutatkozhatott. A következő mérkőzésen, a Liverpool ellen négy gólt kapott. A 2015/16-os szezon hátralévő részében Shay Givennel felváltva védett.

## Sikerei, díjai
Midtjylland
- Danish Superliga
  - Bajnok (1): 2014–15